# Chromadorina epidemos
Chromadorina epidemos är en rundmaskart som beskrevs av Stephen Donald Hopper och Meyers 1967. Chromadorina epidemos ingår i släktet Chromadorina och familjen Chromadoridae. Inga underarter finns listade i Catalogue of Life.